# Charles de Fitz-James
Pour les articles homonymes, voir Fitz-James (homonymie).
Jean-Charles de Berwick de Fitz-James (° 4 novembre 1712 - Saint-Germain-en-Laye † 22 mars 1787 - Paris), duc de Fitz-James, était un militaire français du XVIIIe siècle, pair et maréchal de France.

## Biographie
Charles de Fitz-James était fils du maréchal de Berwick et petit-fils de Jacques II Stuart, roi d'Angleterre. Né le 4 novembre 1712, et connu d'abord sous le nom de comte de Fitz-James, il n'avait que dix-sept ans, lorsque, sur la démission du comte Henri de Fitz-James, son frère aîné, et après que François de Fitz-James, son autre frère, eut embrassé l'état ecclésiastique, il fut pourvu, le 28 décembre 1729, du gouvernement et de la lieutenance-générale du Limousin
En 1730, le comte Charles entra aux mousquetaires, obtint une compagnie au régiment de cavalerie de Montrevel, le 31 mars 1732, et, l'année suivante, un régiment de cavalerie irlandaise, auquel on donna le nom de Fitz-James.

### Guerre de Succession de Pologne

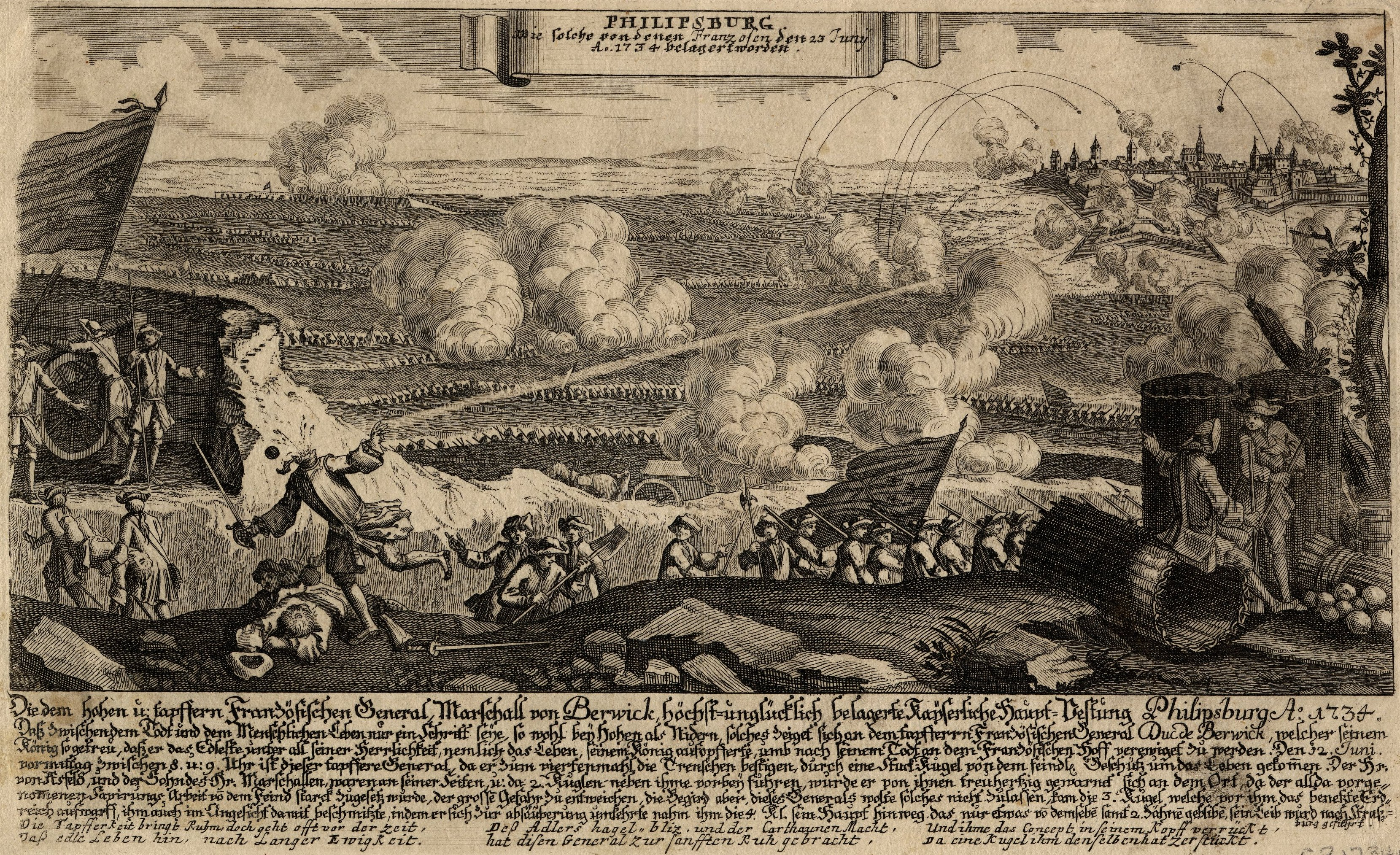
Siège de Philipsburg et mort du maréchal de Berwick en 1734.

Cette même année, la paix, dont jouissait l'Europe depuis près de vingt ans, fut troublée par la mort d'Auguste, roi de Pologne. La guerre s'alluma de toutes parts.
Une armée française, sous la conduite du maréchal de Berwick, pénétra en Allemagne : Charles de Fitz-James y fit ses premières armes, à la tête de son régiment : d'abord au siège de Kehl (1733), puis à celui de Philippsbourg (1734). Il était auprès de son père, lorsque celui-ci fut tué d'un coup de canon, et il fut convert de son sang et de sa cervelle. Le duc Charles continua de servir à l'armée du Rhin, en 1735, sous les ordres du maréchal de Coigny, jusqu'aux préliminaires de la paix de Vienne (1738).
Il fut l'un des premiers francs-maçons français dans la Loge de Bussy (1735).
Il fut créé duc de Fitz-James et pair de France en 1736.

### Guerre de Succession d'Autriche
La mort de l'empereur Charles VI devint, en 1740, le signal d'une guerre nouvelle, celle de la succession d'Autriche. La France appuyait les prétentions de l'électeur de Bavière au trône impérial.
En 1741, une armée de quarante mille hommes passe le Rhin au Fort-Louis, sous les ordres du maréchal de Belle-Isle, une autre armée, forte aussi de quarante mille hommes, passe la Meuse dans le même temps. C'est dans cette dernière que servait, comme brigadier, le nouveau duc de Fitz-James, sous les ordres du maréchal de Maillebois.
Il est peu d'actions, dans cette guerre, auxquelles il n'ait pris quelque part. Il se trouvait à l'armée du maréchal de Belle-Isle, lors du siège et de la retraite de Prague.
Rentré en France, au mois de juillet 1743, il finit la campagne en Basse-Alsace, sous le maréchal de Noailles.

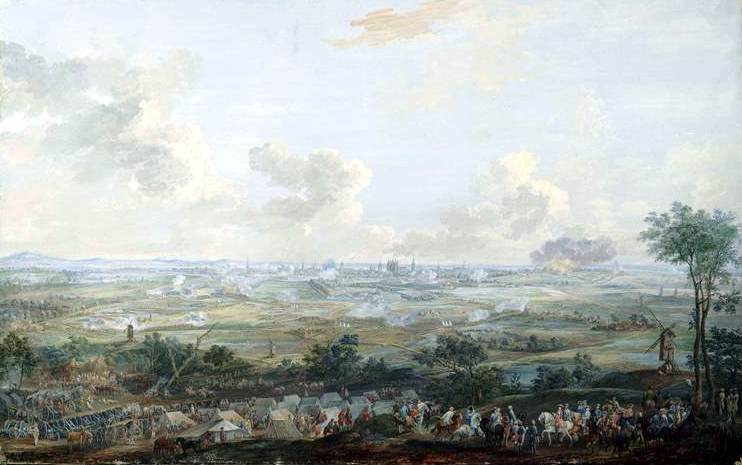
Siège de Tournai en 1745.

L'année suivante, il fut promu au grade de maréchal de camp, et employé, en cette qualité, à l'armée du roi. Il commandait les travaux du siège de Tournay, en 1745, le jour où le roi gagna la bataille de Fontenoy, à laquelle il eut la douleur de ne pouvoir participer. Il servit ensuite aux sièges d'Oudenarde et de Dendermonde.
En 1746, il fut employé à l'armée des Flandres, sous les ordres du maréchal de Saxe. Il couvrit, avec l'armée, les sièges de Mons, de Saint-Guilhain et de Charleroi, servit à celui de Namur, et prit part à la victoire de Rocourt.
La bataille de Lauffeld, moins disputée et plus sanglante que celle de Fontenoi, ouvrit la campagne de 1747 dans les Pays-Bas. Le duc de Fitz-James, après y avoir donné de nouvelles preuves de courage, marcha, avec l'armée, au siège de Bergen-op-Zoom, que Lowendahl devait investir : il eut encore l'honneur de contribuer à la prise de cette place.
Il était aussi devant Maastricht, lorsque furent signés entre la France, l'Angleterre et la Hollande, les préliminaires d'Aix la-Chapelle. Cette paix vint enfin mettre un terme aux calamités dont l'Europe gémissait depuis huit ans. La guerre avait été surtout ruineuse pour la France, victorieuse, il est vrai, en Provence, sur le Rhin et dans les Pays-Bas, mais sans cesse menacée dans ses colonies, et voyant s'anéantir son commerce et sa marine.
Les hostilités avaient à peine cessé, lorsque, le 10 mai 1748, le duc de FitzJames fut promu au grade de lieutenant-général. En attendant qu'il pût, par sa valeur, honorer cette nouvelle dignité sur d'autres champs de bataille, il alla se faire recevoir pair de France au parlement, et chevalier des ordres du roi (reçu le 2 février 1756).

### Guerre de Sept Ans
La guerre de Sept Ans le rappela en Allemagne : il eut alors le commandement de plusieurs corps détachés, et contribua à la victoire de Hastenbeck (1757) et à la prise de plusieurs places de l'électorat de Hanovre.
Il se trouva, l'année suivante, à la bataille de Krefeld, et fut chargé, quelques mois après, de conduire au prince de Soubise, qu'il joignit heureusement le 9 octobre, dix bataillons et douze escadrons détachés de l'armée que commandait le maréchal de Contades. Le lendemain 10, il combattit avec la plus grande distinction à Lutzelberg.
À la malheureuse bataille de Minden, livrée le 1er août 1759 par le maréchal de Contades, et perdue par la désobéissance du maréchal de Broglie, le duc de Fitz-James chargea les Hanovriens à la tête de toute la cavalerie française, dont il avait le commandement.
Il revint en France an mois de novembre suivant. La guerre n'était point terminée, lorsque le 16 septembre 1761, il fut nommé commandant de la province de Languedoc et des côtes de la mer Méditerranée.

### Conflit avec le parlement de Toulouse
Ce fut en 1763 qu'éclatèrent, entre le parlement de Toulouse et lui, ces dissentiments qui donnèrent lieu de part et d'autre à des violences et à des abus de pouvoir.
Chargé de faire enregistrer des édits bursaux (portant création d'impôts) à la publication desquels le parlement se refusait, le duc de Fitz-James se rendit à Toulouse dans les premiers jours de septembre de la même année. Peu instruit sans doute des formes parlementaires, plus habitué à celles des camps, il déploya tout d'abord un appareil de force armée qui irrita la magistrature au lieu de l'intimider.
Le 13 dudit mois, il vint prendre au parlement son rang de duc et pair, et requérir l'enregistrement des édits du roi. Usant des lettres de cachet dont il était porteur, il y procéda lui-même, assisté du premier président François de Bastard et du procureur général Riquet de Bonrepos, tandis que le parlement quittait la salle de l'assemblée et se retirait dans une autre chambre du Palais. Le duc s'y présenta après la transcription finie, et commanda aux magistrats de se séparer, sous prétexte qu'à minuit la cour entrait en vacation. Un silence profond fut leur seule réponse : « Messieurs, leur dit alors le duc de Fitz-James, j'ai des ordres très-précis du roi : si vous ne les exécutez pas, je les ferai exécuter avec la plus grande douleur, mais avec la plus grande fermeté. » Le silence continuant à régner autour de lui, il descendit dans la grand'chambre, et fit appeler successivement les trois premiers présidents à mortier : il signifia en particulier à chacun d'eux une lettre de cachet, qui leur enjoignait de la part du roi de se retirer à l'instant chez eux et de sortir du Palais, sans remonter dans la chambre où le parlement était assemblé. Ils obéirent : d'ailleurs, pour assurer l'exécution de ses ordres, le duc avait fait placer a toutes les portes des sentinelles, dont la consigne était d'empêcher que nul officier du parlement ne pût y rentrer après en être sorti. Espérant continuer ainsi jusqu'au dernier membre de la cour, il fit appeler le quatrième président, mais celui-ci, n'ayant pas vu revenir ses collègues et concevant quelques soupçons, se fit suivre du parlement en corps, et se présenta ainsi escorté dans la salle de l'assemblée des chambres. Il était une heure du matin; la pâle clarté de deux bougies près de s'éteindre éclaira seule, aux yeux du duc de Fitz-James, cette longue file de magistrats vêtus de noir, marchant un à un et prenant place dans un morne silence. Cet aspect lui causa une vive émotion, et, dans son trouble, il laissa au parlement la faculté de se proroger, ne prévoyant sans doute pas les suites qu'allait amener cette condescendance. Ce fut seulement à neuf heures du matin, le 14 septembre, que se termina cette séance mémorable, pendant laquelle le Palais, entouré de troupes, ressemblait à une place de guerre investie de toutes parts. Malgré cet appareil menaçant, la cour arrêta d'énergiques remontrances, et les fit imprimer et afficher dans tous les carrefours de la ville.
Dès ce moment, le duc, justement blessé, ne mit plus de bornes à sa sévérité : par son commandement les magistrats furent arrêtés et contraints de garder les arrêts dans leurs propres maisons : des factionnaires furent placés dans la chambre de ceux des conseillers qui se refusèrent à donner une promesse écrite de ne point sortir de chez eux jusqu'à nouvel ordre. Ils étaient ainsi gardés à vue, et défense était faite de les laisser communiquer avec qui que ce fût, hors leurs plus proches parents, qu'ils ne pouvaient voir que l'un après l'autre, et en présence des sentinelles.
Ces arrêts rigoureux se prolongèrent pendant plus de six semaines : ce ne fut que dans les premiers jours de décembre qu'un ordre du roi vint rendre les magistrats à la liberté, et au parlement la faculté de s'assembler. Il en profita pour venger l'honneur de son corps, et, malgré l'entremise officieuse du premier président, François de Bastard, dont la sagesse et la fermeté dans ces circonstances étaient demeurées impuissantes à calmer les esprits, le duc de Fitz-James fut décrété de prise de corps, et le parlement fit afficher son arrêt en plein jour jusque sur la porte de l'hôtel du commandant de la province.
Le parlement de Paris et les pairs du royaume réclamèrent : ils prétendirent avoir seuls le droit de juger les pairs. Les autres parlements appuyèrent de leur côté les prétentions du parlement de Toulouse. Le mot de classes fut alors prononcé, et il fallut un arrêt du conseil du roi pour mettre un terme à cet contestations qui duraient encore en 1767.
Dans ses démêlés avec le parlement de Toulouse, le duc de Fitz-James n'avait fait qu'obéir aux ordres de la cour. Cependant il perdit son commandement à la suite de cette affaire, qui devint pour lui la cause d'une longue disgrâce, et l'une des circonstances les plus importantes de sa vie.
Ce ne fut que plusieurs années après, en 1766, qu'il fut pourvu du commandement du Béarn, de la Navarre et de la Guyenne.
Il fut appelé, en 1771, à celui de la province de Bretagne, dont il présida les États à Morlaix, et cette assemblée, qui avait la réputation d'être un peu récalcitrante, lui accorda toutes ses demandes.
Il fut créé maréchal de France le 24 mars 1775. Depuis lors son nom ne se rattache à aucun événement important. Il mourut en mars 1787, au moment où commençaient à s'amonceler les nuages de la Révolution française.

## Vie familiale

### Son mariage et sa descendance
Quatrième fils de Jacques Fitz-James de Berwick (1670 † 1734), issu du second mariage de ce dernier avec Anne Bulkeley († 12 juin 1751), fille d'Henry de Bulkeley, Charles épousa, le 1er février 1741, Victoire Goyon de Matignon (9 août 1722 † 2 juillet 1777), dame du palais (1741-1767), fille de Thomas Goyon de Matignon (1684 † 1766), comte de Gacé. Il avait 29 ans et elle, dix ans de moins.
Le contrat de mariage établi chez les parents de la mariée en leur hôtel, rue Saint-Dominique, fut signé par le roi et la reine à Versailles le 25 janvier 1741, ce qui atteste l’importance des deux familles. La jeune épouse reçut une dot de 415 000 livres tournois qui comptait parmi les vingt dots les plus importantes de l’époque. Le montant cumulé des deux fortunes approchait le million de livres. Par son mariage avec un duc, pair de France, Victoire-Louise permettait à sa famille d’avoir un pied au parlement de Paris et un rang de préséance beaucoup plus important à la cour.
Le couple eut sept enfants, dont quatre moururent en bas âge.  
1. Anne-Marie (1741 † 21 février 1742 - Paris) ;
2. Jacques Charles (26 novembre 1743 † 11 août 1805), comte de Fitz-James, puis 5e duc de Fitz-James (1769-1805) et pair de France, lieutenant-colonel puis colonel propriétaire du régiment de Berwick, brigadier des armées du roi, maréchal-de-camp (1er mars 1780), feld-maréchal, officier du Grand Orient de France, marié, le 26 décembre 1768 avec Marie (vers 1753 † 10 juin 1812), dame d'honneur (1re dame, 1782-1790) de la reine Marie-Antoinette d'Autriche, fille d'Henri de Thiard de Bissy, dont :
  1. Henriette Victoire (11 octobre 1770 - Paris † 26 juillet 1809), dame du palais (1788-1792) de la reine Marie-Antoinette d'Autriche, mariée le 23 août 1784 avec Charles François Armand de Maillé de La Tour-Landry (1770 † 1837), duc de Maillé, dont postérité ;
  2. une fille (26 décembre 1771 † 26 décembre 1771) ;
  3. Charles Jean (né le 25 juin 1773 - Paris) ;
  4. Édouard (10 janvier 1776 - Versailles † 11 novembre 1838 - château de Quevillon (Seine-Maritime)), 6e duc de Fitz-James (1805-1838), pair de France ;
  5. Jean Charles René (16 juillet 1788 - Paris † 30 novembre 1834 - Oran, Algérie), né d'une relation adultérine avec Anne Bibiane Beauvaland, 1er vicomte de Fitzjames (17 février 1828), colonel puis maréchal de camp (1834), marié, le 25 janvier 1819 à Paris, avec Mlle de Cormack ;
3. Laure Auguste (7 décembre 1744 - Paris † 26 septembre 1804 - Paris), princesse de Chimay, dame du palais (1767-1770, en remplacement de sa mère), puis dame d'honneur (1re dame, 1774-1791), mariée, le 28 septembre 1762, avec Philippe Gabriel de Hénin-Liétard (1736 † 1802), prince de Chimay, sans postérité ;
4. Adélaïde  (17 février 1746 - Paris † 25 août 1747) ;
5. Charles Ferdinand (née le 7 septembre 1747 - Paris) ;
6. Edouard Henri (22 septembre 1750 - Paris † 1er décembre 1823 - Saint-Germain-en-Laye), chevalier, puis comte de Fitz-James, colonel du régiment de Berwick (juin 1758), colonel (1773), brigadier des armées du roi (janvier 1784), maréchal de camp (9 mars 1788), lieutenant-général (1815) ;
7. Émilie (née le 23 décembre 1753 - Paris).

Si Victoire-Louise-Josèphe fut une femme et une mère aimante, ce fut aussi une épouse qui seconda son mari dans sa carrière, ainsi que le dévoile leur échange de lettres.

### Mme de Fitz-James, une femme aimante
Chacune de ses lettres se termine par ces mots « Aimez- moi autant que je vous aime.» Ce n’est pas une vaine formule, elle écrit à son départ à la deuxième campagne de Sept Ans :
« Rien n’égale la tendresse que j’ai pour vous. J’espère qu’elle vous est bien connue et que l’absence ne diminuera rien de celle que vous avez la bonté de me témoigner depuis si longtemps. C’est l’unique objet de mes désirs et le seul qui puisse faire mon bonheur en ce monde. »

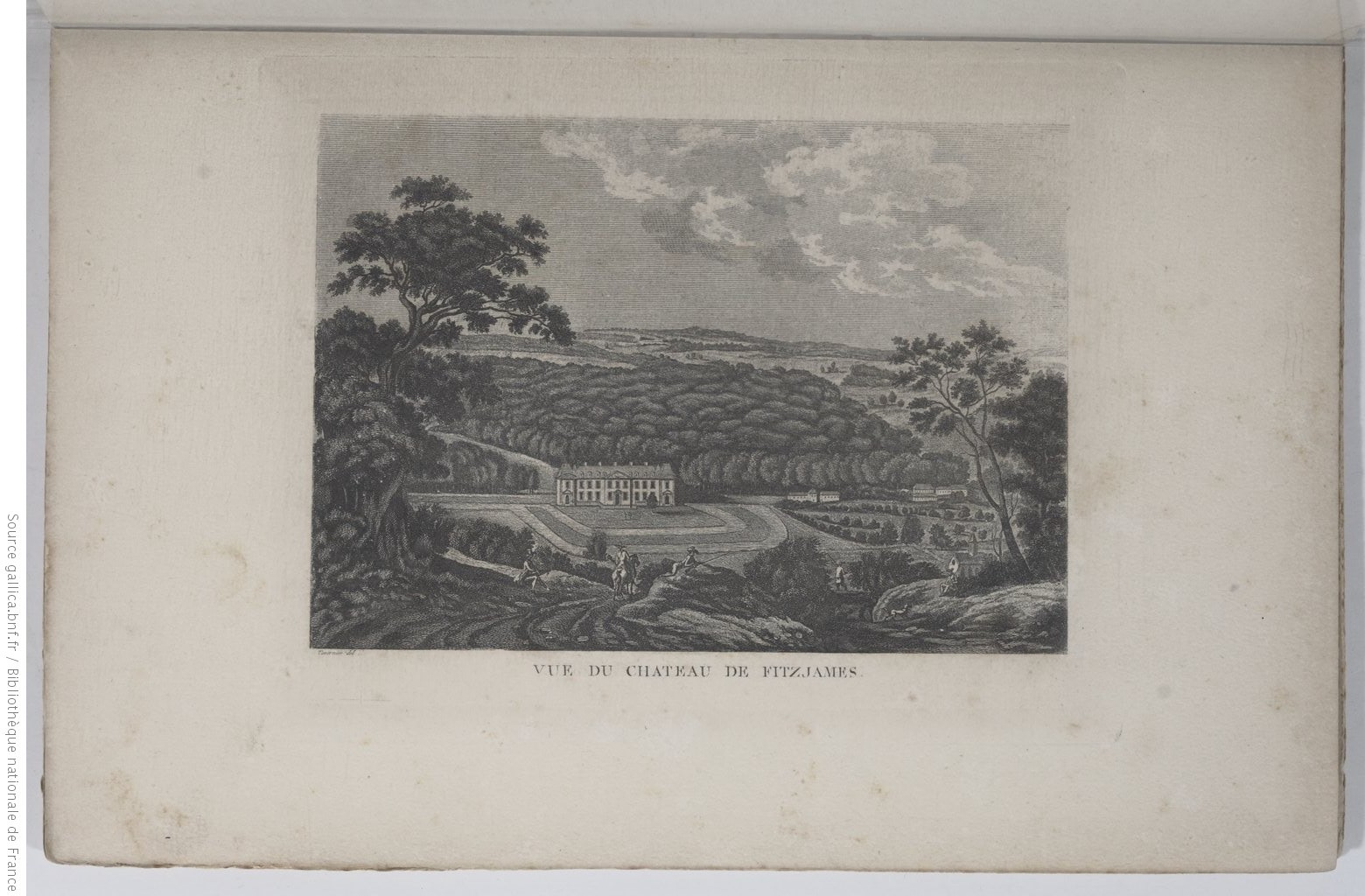
Le château de Fitz-James dans l'Oise par Tavernier de Jonquières.

Elle lui écrit presque chaque jour, pensant aux intempéries qu’il traverse, à sa santé, tentant de lui fournir les calottes dont il a besoin, chapeaux renforcés à l’intérieur afin d’atténuer les coups de sabre. Elle a pour son père et ses enfants tout autant d’amour. Elle loue sa fille Laure si sensible qui, voyant sa peine, ne l’a pas quittée de la journée. Elle s’inquiète pour elle lorsqu’elle tombe malade d’une fluxion de poitrine, évoque le petit Édouard atteint de la rougeole. Elle s’inquiète à l’avance pour son fils aîné, Jacques-Charles, qui bientôt rejoindra l’armée.
« Je ne suis jamais consolée de la guerre qu’en envisageant l’avantage que ce serait pour mon fils de pouvoir aller avec vous et quoique ce sera certainement un surcroît de peine très grand pour moi, je l’aime trop pour ne pas désirer qu’il puisse vous suivre. »
Elle a une vie et des plaisirs simples à Fitz-James : elle reçoit, s’entretient avec ses invités, joue au reversi en famille, se promène dans le parc avec ses chiens, tient les comptes, place leur argent, règle les questions de domesticité avec l’intendant du domaine et meuble le 10 juillet 1757 la pièce des poêles et son antichambre. Elle se réjouit de la pluie qui est tombée, de l’arrivée des enfants en vacances et du plaisir qu’a le petit Édouard à se baigner. Mais elle est aussi consciente de son devoir.
« Je trouverais bien doux de passer ici mon été, mais il faut se résoudre à ne pas vivre suivant son goût. »

### Une alliée à la cour

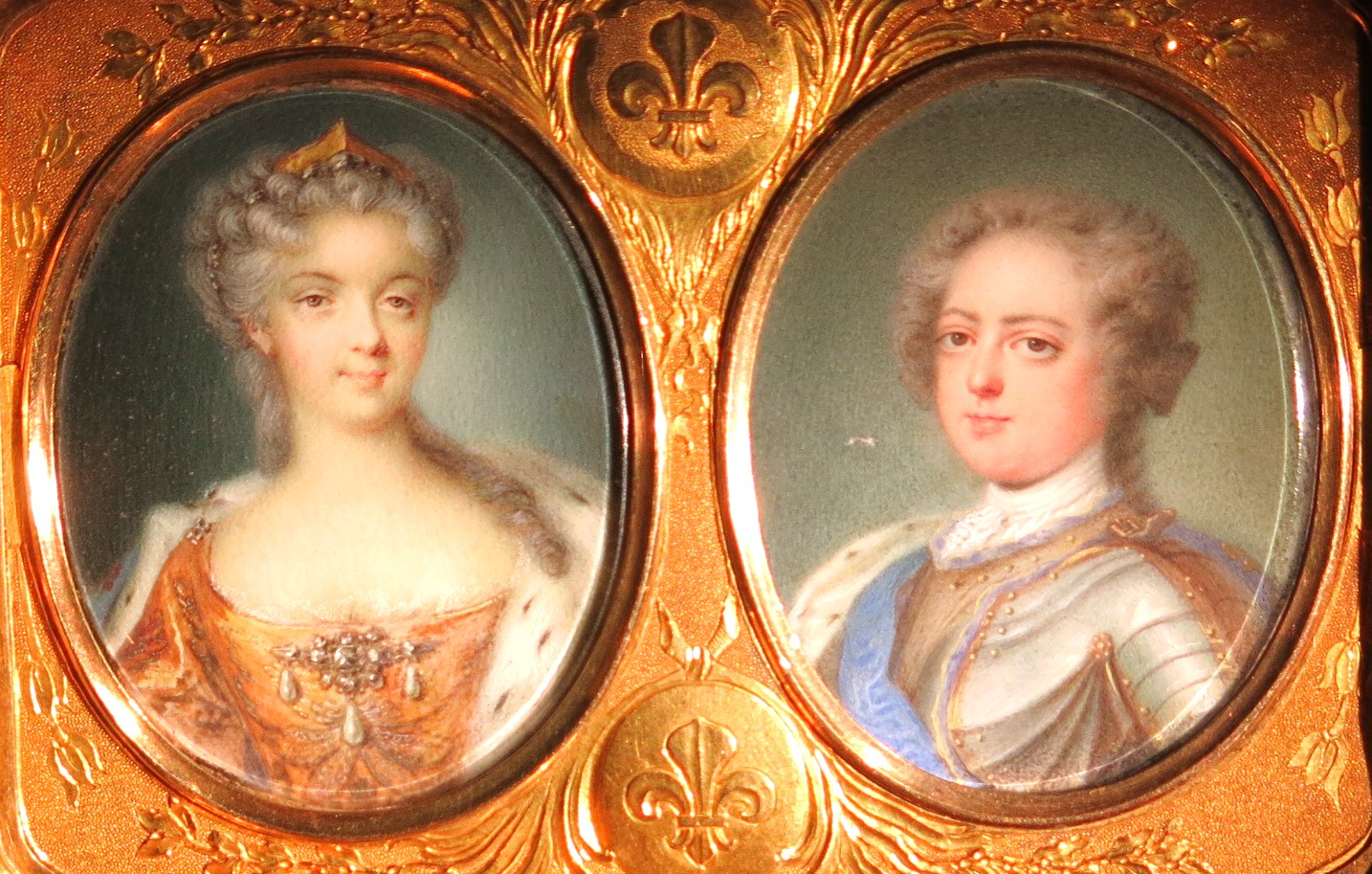
La Reine et le roi Louis XV.

Versailles ou Fontainebleau exigent en effet sa présence. Elle est dame de compagnie de la reine Marie Leszczynska et doit, avec sa belle-sœur, Mme de Bouzols, assurer son service hebdomadaire auprès de la reine, à savoir la divertir en jouant avec elle au cavagnol, dîner et souper en sa compagnie. Le reste du temps, elle le passe dans sa chambre à lire et travailler. Il est vrai qu’elle profite de ses séjours à Versailles pour approcher les personnes influentes et leur adresser les requêtes de son mari, comme celle de rejoindre l’armée du maréchal de Richelieu. Elle a la charge de relayer son action auprès des ministres et de le tenir au courant des nouvelles de la cour : démissions, nominations ministérielles, promotions, décès, naissances, potins divers. Quant à lui, il la tient informée de l’avancée des campagnes afin de compléter les informations qu’elle collecte à la cour.
Lorsque, revenu à la vie civile, il est pourvu en 1761 du commandement en chef en Languedoc, elle l’accompagne à Toulouse. Le conflit l’opposant aux parlementaires prend une telle ampleur qu’il risque à tout moment d’être arrêté. Sa femme l’aide de son mieux en activant ses réseaux et en osant solliciter pour lui la dignité de Maréchal de France qui le protégerait mais qui ne lui sera accordée qu’en 1775 sous Louis XVI. Le duc finit par être rappelé à Paris en janvier 1764. Ce n’est qu’en 1771 qu’on lui confie à nouveau un commandement en chef, celui de la Bretagne où il fait preuve de plus de diplomatie. Cette fois, la duchesse ne l’accompagne pas. Leurs enfants ont grandi. Leur fils aîné propose à son père de le seconder  en Bretagne, ce que son père refuse pour ne pas susciter la peine de sa belle-fille. Le cadet est parti en Italie effectuer avec un ami son Grand Tour, passage rituel pour un jeune noble qui complète ses connaissances de l’art avant d’entrer dans sa vie d’adulte. Leur fille Laure-Auguste est devenue princesse de Chimay. Le 2 août 1777, la duchesse s’éteint au château de Fitz-James à l’âge de 55 ans ayant accompli son rêve puisqu'elle meurt en Maréchale de France, avec des frais de funérailles qui s'élèvent à la somme colossale de 23 800 livres. Son corps est porté par dix hommes. Son mari s’éteint en mars 1787, à l’âge de 75 ans, en son hôtel de l’actuelle place Vendôme. Il est inhumé en l’église des Bénédictins anglais, rue du Faubourg Saint-Jacques, en tant que descendant de la maison des Stuart. Son testament suivi de trois codicilles date du 1er mai 1759 ; le duc, plus âgé que sa femme, croyait mourir avant elle. Il s'y livre en ces termes.
« J’ai reçu peu de biens de mon père. J’en laisse aussi peu aujourd’hui à mes enfants, et je ne compte pas pouvoir leur en laisser davantage. Mais ils ont une bonne mère qui doit me survivre suivant le cours ordinaire de la nature. Elle en prendra grand soin, et leur apprendra par ses leçons et par son exemple que la vertu peut suppléer aux richesses qui sont souvent un dangereux écueil, principalement pour la jeunesse. J’ai toute ma vie aimé la vertu. J’ai eu plus de moyens qu’un autre de la pratiquer par les grands exemples que j’ai trouvés dans ma famille. Je recommande à mes enfants de les envisager toujours et de considérer qu’on n’est heureux que par la vertu et que c’est la vertu chrétienne qui seule mérite ce nom. »
Son fils aîné, Jacques-Charles de Fitz-James, libertin, infidèle à sa femme et fort dépensier, n’a apparemment pas hérité de la vertu de ses parents, contrairement à sa sœur Laure-Auguste de Fitz-James qui se consacre, à son retour d'exil, au soulagement des malheureux avec piété et dévotion religieuse.

## Décorations et armoiries

### Décorations
- Chevalier du Saint-Esprit (Versailles, 2 février 1756)[7] ;

### Armoiries
Écartelé : aux I et IV contre-écartelé d'azur à trois fleurs de lys d'or (de France) et de gueules à trois léopards d'or (d'Angleterre) ; au II d'or, au lion de gueules, au double trescheur fleuronné et contre-fleuronné du même (d'Écosse) ; au III d'azur, à la harpe d'or, cordée d'argent (d'Irlande) ; à la bordure componée de douze pièces d'azur et de gueules, chaque pièce d'azur chargée d'une fleur-de-lys et chaque pièce de gueules chargée d'un léopard d'or..